# 국일제지
국일제지 주식회사(國一製紙 株式會社)는 대한민국의 제지 기업이다.
박엽지 생산을 주력으로 하는 산업용 기능지 대표 제조 기업이다.

## 연혁
- 1978년 8월 법인설립 (본점 주소 : 용인시 처인구 이동면 백옥대로 563)
- 1989년 3월 산업포장 수상 (대통령)
- 2002년 12월 최우식 대표이사 취임
- 2003년 11월 무역의 날 5백만불 수출탑 수상 (대통령)
- 2004년 10월 코스닥 등록 및 매매개시
- 2009년 3월 납세자의 날 모범납세자 표창 (국세청장)
- 2010년 4월 한국품질협회 품질경영시스템 KSQ ISO9001 인증
- 2011년 3월 국일제지 기술연구소 설립
- 2011년 5월 ‘2011년 투명경영대상’ 코스닥시장 부문 2위 수상 (사단법인한국회계학회)
- 2015년 7월 ‘이달의 산업기술상’ 수상 사업화 기술 부문 (산업통상지원부 주최)
- 2018년 1월 최부도 대표이사 취임 (각자대표)
- 2022년 계속기업 존속이 불확실로 감사 의견 거절을 받아 상장폐지 사유 발생
- 2025년 7월 상장 유지 결정[1]